# 인터페이스 (컴퓨팅)

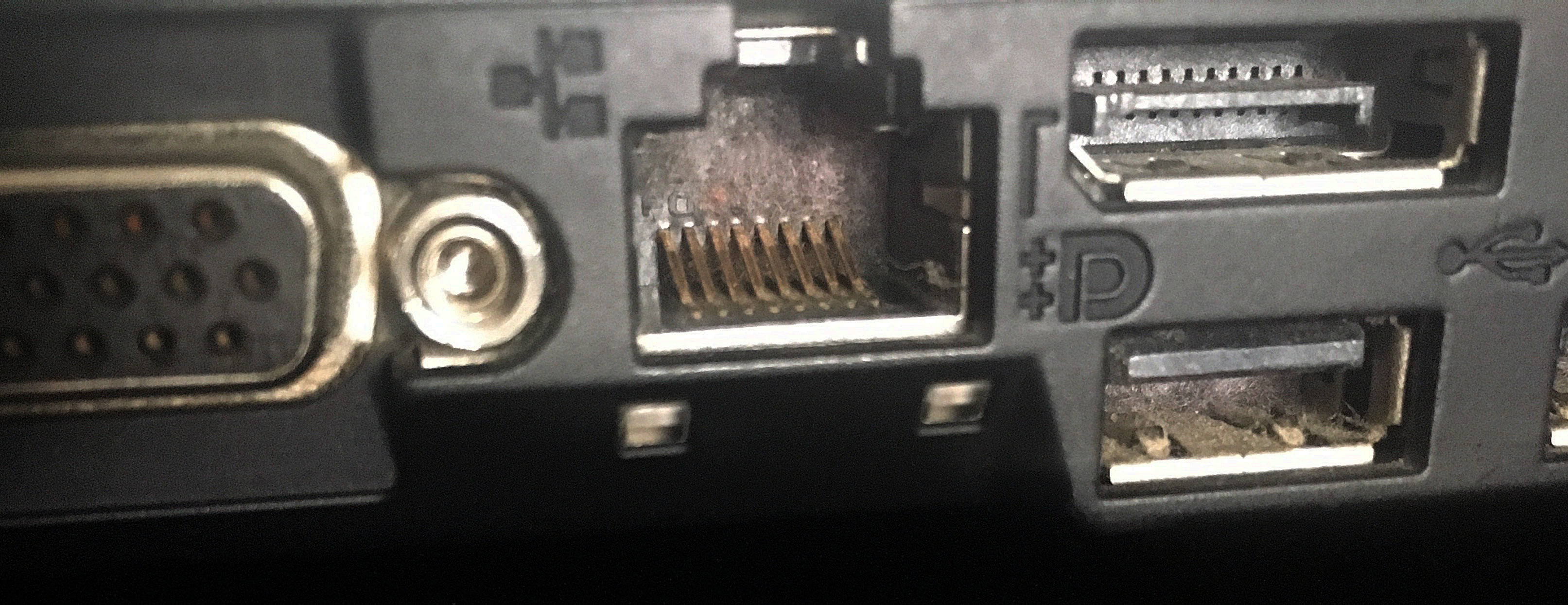

인터페이스(interface)는 서로 다른 두 개의 시스템, 장치 사이에서 정보나 신호를 주고받는 경우의 접점이나 경계면이다. 즉, 사용자가 기기를 쉽게 동작시키는데 도움을 주는 시스템을 의미한다.
컴퓨팅에서 컴퓨터 시스템끼리 정보를 교환하는 공유 경계이다. 이러한 교환은 소프트웨어, 컴퓨터 하드웨어, 주변기기, 사람 간에 이루어질 수 있으며, 서로 복합적으로 이루어질 수도 있다. 터치스크린과 같은 일부 컴퓨터 하드웨어 장치들은 인터페이스를 통해 데이터를 송수신할 수 있으며 마우스나 마이크로폰과 같은 장치들은 오직 시스템에 데이터를 전송만 하는 인터페이스를 제공한다.

## 하드웨어 인터페이스
하드웨어 인터페이스는 다양한 버스, 기억 장치, 기타 입출력 장치와 같은 구성 요소들 중 다수에 존재한다. 하드웨어 인터페이스는 이들을 나열하기 위해 인터페이스와 프로토콜에 존재하는 기계적, 전기적, 논리적 신호에 의해 기술된다. (가끔 이를 시그널링이라 부른다)

## 소프트웨어 인터페이스
소프트웨어 인터페이스는 여러 종류의 여러 수준의 인터페이스를 가리킬 수 있다. 즉, 운영 체제는 하드웨어와 인터페이스(접속)할 수 있다. 이 운영 체제에서 실행되는 응용 소프트웨어나 프로그램은 스트림을 통해 상호작용할 수 있으며 객체 지향 프로그램들의 경우 응용 프로그램 내의 오브젝트들은 메소드를 통해 상호작용해야 할 수 있다.

## 사용자 인터페이스
사용자 인터페이스(user interface)는 컴퓨터와 사람 간의 상호작용의 접점이다.

## 같이 보기
- 컴퓨터 버스
- 모듈성 (프로그래밍)